# Ben Ray Luján
Ben Ray Luján (Santa Fe, 7 de junio de 1972) es un político estadounidense que se desempeña como senador junior de los Estados Unidos por Nuevo México. Anteriormente sirvió como miembro de la Cámara de Representantes por el 3.º distrito congresional de Nuevo México de 2009 a 2021 y asistente del líder demócrata de la Cámara (lo que el liderazgo del partido llama "presidente asistente" o "líder adjunto") de 2019 a 2021. Se desempeñó como miembro de la Comisión de Regulación Pública de Nuevo México de 2005 a 2008, donde también se desempeñó como presidente.
Luján fue seleccionado como presidente del Comité de Campaña del Congreso Demócrata (DCCC) en 2014 y llevó a los demócratas a ganar una mayoría en la Cámara en las elecciones de 2018. Fue el primer hispano en servir en este cargo. En su papel de asistente del líder demócrata de la Cámara, Luján era el latino de más alto rango en el Congreso.
El 1 de abril de 2019, Luján anunció su intención de buscar el escaño en el Senado de los Estados Unidos que dejó vacante el titular demócrata Tom Udall en las elecciones de 2020. Derrotó al republicano Mark Ronchetti en las elecciones generales del 3 de noviembre de 2020,  y asumió el cargo el 3 de enero de 2021.

## Biografía

### Primeros años, educación y carrera temprana
Nació en el Pueblo de Nambé (Nuevo México), hijo menor de Carmen (Ray) y Ben Luján. Su padre, Ben Luján, fue miembro durante mucho tiempo de la Cámara de Representantes de Nuevo México, sirviendo como líder de la mayoría y presidente de la Cámara.
Después de graduarse de Pojoaque Valley High School, trabajó como crupier de blackjack en un casino de Lake Tahoe y un casino tribal del norte de Nuevo México. Después de su período como comerciante, asistió a la Universidad de Nuevo México y luego recibió un título de BBA de la Universidad Highlands de Nuevo México. Ha ocupado varios puestos de servicio público. Fue Tesorero Adjunto del Estado y Director de Servicios Administrativos y Director Financiero del Departamento de Asuntos Culturales de Nuevo México antes de su elección a la Comisión de Regulación Pública de Nuevo México.
Fue elegido miembro de la Comisión de Regulación Pública de Nuevo México en noviembre de 2004. Representó al distrito 3, que abarcaba el noreste, centro norte y centro de Nuevo México. Se desempeñó como presidente de la comisión en 2005, 2006 y 2007. Su mandato terminó a finales de 2008.

### Carrera política
En 2008, se postuló para suceder al representante de Estados Unidos Tom Udall en el 3.° distrito congresional de Nuevo México. El 3 de junio de 2008, Luján ganó las primarias demócratas, derrotando a otros cinco candidatos. Luego se enfrentó al republicano Dan East y a la independiente Carol Miller en las elecciones generales y ganó con el 57% de los votos contra el 30% de East y el 13% de Miller. Fue reelegido en 2010, 2012, 2016 y 2018.
El 1 de abril de 2019, anunció que se postulaba para suceder al senador retirado Tom Udall en las elecciones de 2020. El 2 de junio de 2020, ganó las primarias demócratas sin oposición. Derrotó al candidato republicano Mark Ronchetti en las elecciones generales con 51,7% a 45,6%.